# Ramón Jáuregui

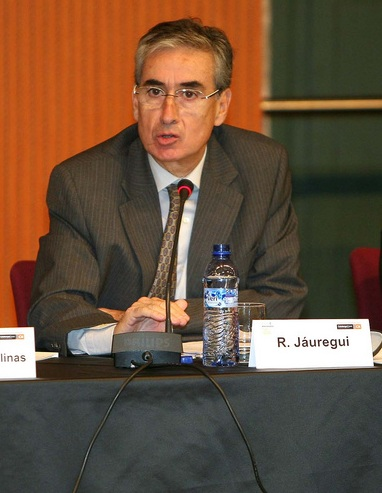
Ramón Jáuregui (2011)

José Ramón Jáuregui Atondo (* 1. September 1948 in San Sebastián) ist ein spanischer Politiker (PSOE). Von Oktober 2010 bis zum Dezember 2011 war er Minister des Präsidiums (Kabinettsminister) im Kabinett Zapatero II.

## Politische Laufbahn
Nach einer Ausbildung in Maschinenbau und einem Jurastudium trat Ramón Jáuregui nach dem Ende der Franco-Diktatur der wieder zugelassenen sozialistischen Partei PSOE bei und war von 1977 bis 1979 Präsident des geschäftsführenden Ausschusses der Stadtregierung von San Sebastián, der die ersten demokratischen Kommunalwahlen in dieser Stadt vorbereitete. 1980 wurde Jáuregui Generalsekretär der baskischen Sektion der Gewerkschaft UGT.
Nach dem Wahlsieg der PSOE bei den spanischen Parlamentswahlen 1982 wurde Jáuregui bis 1987 Gesandter der Regierung in der Autonomen Gemeinschaft Baskenland. 1986 trat er bei den baskischen Regionalwahlen als Spitzenkandidat seiner Partei an. Die PSOE erzielte dabei 22,0 % der Stimmen und blieb damit hinter der baskisch-nationalistischen Partei PNV (23,7 %), sie bildete aber mit 19 Sitzen die stärkste Fraktion (PNV 17 Sitze). Nach intensiven Verhandlungen zwischen PSOE und PNV, die sich über fast drei Monate hinzogen, kam es zur Bildung einer Koalition zwischen beiden Parteien. Dabei wurde der Amtsinhaber José Antonio Ardanza (PNV) erneut zum baskischen Ministerpräsidenten gewählt, Jáuregui wurde sein Stellvertreter. Zu den wichtigsten Ergebnissen der Koalitionsarbeit gehörte der Pakt von Ajuria Enea, in dem 1988 alle bedeutenden baskischen Parteien (bis auf Herri Batasuna) ihre gemeinsame Ablehnung der baskisch-nationalistischen Terrororganisation ETA aussprachen.
Bei den Regionalwahlen 1990 und 1994, bei denen Jáuregui erneut als Spitzenkandidat antrat, wurde die PSOE wiederum nur zweitstärkste Kraft. 1990 wurde Jáuregui Generalsekretär der baskischen Sozialisten und gab ein Jahr später den Posten als Vizeministerpräsident auf. 1998 wurde er als Generalsekretär der baskischen PSOE von Nicolás Redondo abgelöst, der einen härteren Kurs gegenüber dem baskischen Nationalismus vertrat und wenig später die Koalition mit der PNV aufkündigte. Nach Redondos Rücktritt im Jahr 2002 leitete Jáuregui noch einmal vorübergehend die baskische PSOE, bis diese auf einem Parteitag Patxi López zum neuen Generalsekretär wählte.
Bei den Parlamentswahlen 1996 wurde Jáuregui in den spanischen Abgeordnetenkongress gewählt und zum Sekretär für Institutionenpolitik der PSOE ernannt. Ab 2004 war er PSOE-Sprecher im Parlamentsausschuss für Verfassungsfragen, ab 2008 Geschäftsführer der PSOE-Parlamentsfraktion.
Bei der Europawahl in Spanien 2009 zog Jáuregui als zweitplatzierter Kandidat der PSOE ins Europäische Parlament ein. Er war hier Mitglied der sozialdemokratischen Fraktion S&D und saß im Ausschuss für konstitutionelle Fragen. Außerdem war er Vorsitzender der Delegation im Gemischten Parlamentarischen Ausschuss EU-Mexiko sowie Generalsekretär der PSOE-Gruppe in der S&D-Fraktion.
Am 20. Oktober 2010 schied Jáuregui aus dem Europäischen Parlament aus, nachdem er bei einer Regierungsumbildung in Spanien als Kabinettsminister in das Kabinett Zapatero II berufen worden war. Er folgte in diesem Amt María Teresa Fernández de la Vega nach.